# 121329 Getzandanner
121329 Getzandanner este o planetă minoră (asteroid), cu un diametru de 4,923 km, din centura de asteroizi. A fost descoperită pe 30 septembrie 1999 la Catalina Station⁠(d) de Catalina Sky Survey. 
Obiectul prezintă o orbită caracterizată de o semiaxă mare de 3,0920495220542 UAi, o excentricitate de 0,19, o înclinație de 12,8 ° în raport cu ecliptica.